# Wild Things
Wild Things är en amerikansk långfilm från 1998.

## Handling
Handlingen utspelar sig i Blue Bay i Florida. Studievägledaren Sam Lombardo anklagas för sexuella trakasserier av en av de kvinnliga studenterna, Kelly Ryan. Men polisinspektör Ray Ducquette upptäcker att den här härvan är betydligt större än vad den kan verka.

## Om filmen
2004 kom filmen Wild Things 2 med annan producent, regissör, manusförfattare och andra skådespelare och karaktärer.

## Rollista (i urval)
- Matt Dillon - Sam Lombardo
- Neve Campbell - Suzie Toller
- Denise Richards - Kelly van Ryan
- Kevin Bacon - Ray Duquette
- Bill Murray - Advokat Kenneth Bowden
- Robert Wagner - Tom Baxter